# Parisi (São Paulo)
Parisi is een gemeente in de Braziliaanse deelstaat São Paulo. De gemeente telt 2.149 inwoners (schatting 2009).